# Parentucellia
Parentucellia Viv., 1824 è un genere di piante spermatofite dicotiledoni appartenenti alla famiglia delle Orobanchaceae (tribù Rhinantheae).

## Etimologia
Il nome generico (Parentucellia) è stato dato in ricordo di Tommaso Parentucelli (1397-1455), papa Niccolò V, fondatore della Biblioteca Apostolica Vaticana e del Giardino Botanico nel Vaticano. Il nome scientifico del genere è stato proposto dal botanico e naturalista italiano Domenico Viviani (Legnaro, 29 luglio 1772 – Genova, 15 febbraio 1840) nella pubblicazione "Florae Libycae Specimen: sive, Plantarum enumeratio Cyrenaicam, Pentapolim, Magnae Syrteos desertum et regionem tripolitanam incolentium quas ex siccis speciminibus delineavit, descripsit et ære insculpi curavit Dominicus Viviani. Genuae (Genova) - 31. t. 21. f. 3 (1824)" del 1760.

## Descrizione
I dati morfologici si riferiscono soprattutto alle specie europee e in particolare a quelle spontanee italiane.

Queste piante possono raggiungere una altezza di un metro. La forma biologica prevalente è terofita scaposa (T scap), ossia in generale sono piante erbacee che differiscono dalle altre forme biologiche poiché, essendo annuali, superano la stagione avversa sotto forma di seme e sono munite di asse fiorale eretto e spesso privo di foglie. Sono piante semiparassite (ossia contengono ancora clorofilla) e sono provviste di uno o più austori connessi alle radici ospiti per ricavare sostanze nutritive. Alcune specie sono vischiose.

### Radici
Le radici sono tipo fittone.

### Fusto
La parte aerea del fusto è eretta e semplice (o poco ramosa). 

### Foglie
Le foglie lungo il caule sono disposte in modo opposto. La lamina ha una forma da lineare a lanceolata; in alcune specie sono presenti 2 - 4 denti patenti per lato, in altre specie le foglie anneriscono con la dissecazione.

### Infiorescenza

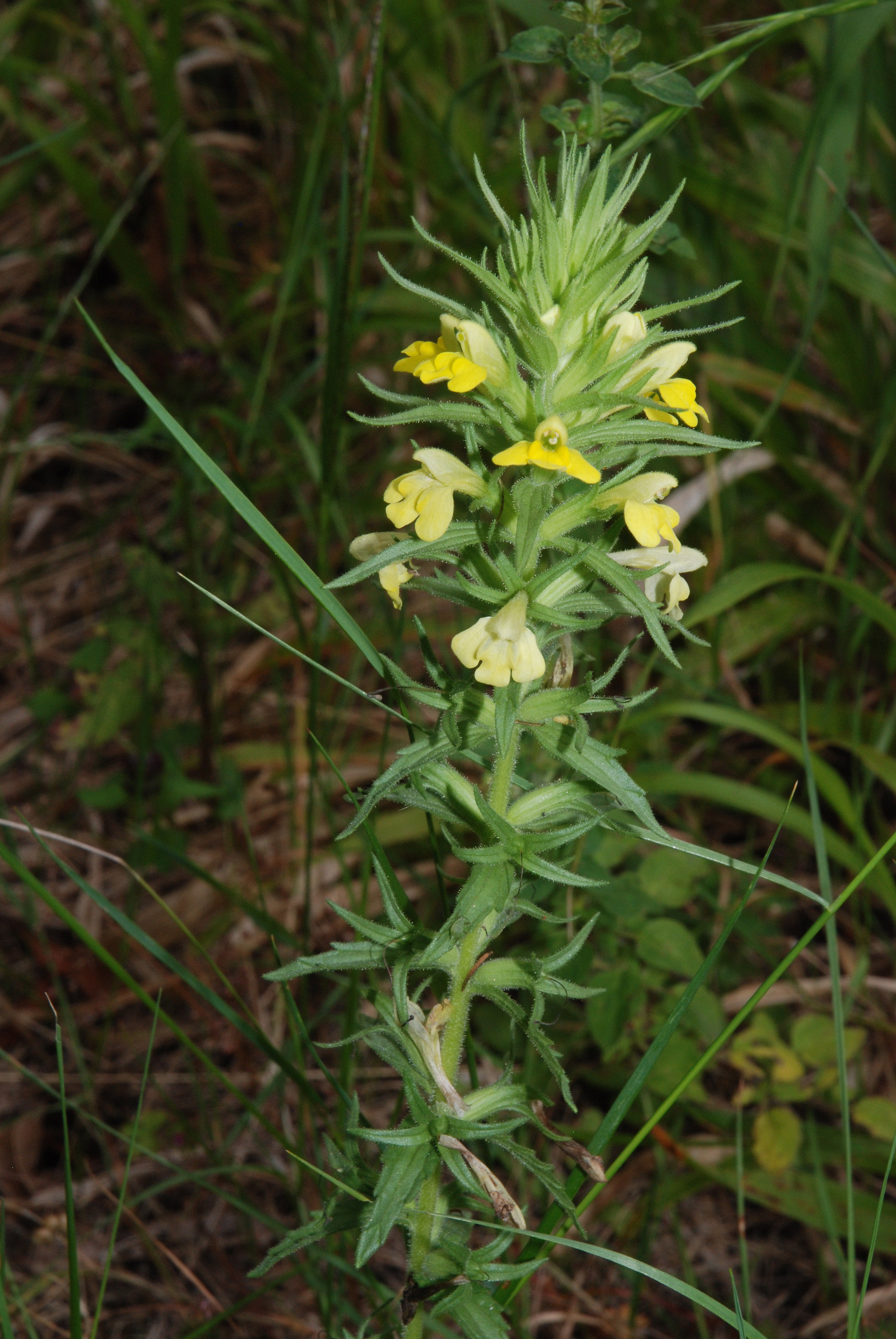
L'infiorescenza
Parentucellia viscosa

Le infiorescenze sono compatte a forma da subsferica a cilindrica o piramidale con i fiori disposti in tutte le direzioni. Sono presenti delle brattee, quelle inferiori sono simili alle foglie, quelle superiori sono progressivamente più ridotte. 

### Fiore

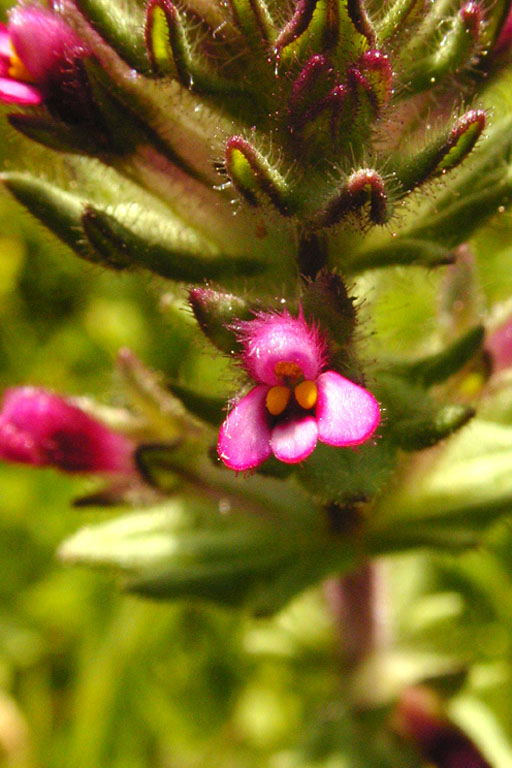
Il fiore
Parentucellia latifolia

I fiori sono ermafroditi, zigomorfi e tetraciclici (con i quattro verticilli fondamentali delle Angiosperme: calice – corolla – androceo – gineceo). in genere sono più o meno pentameri (ogni verticillo ha 5 elementi).
- Formula fiorale: per questa pianta viene indicata la seguente formula fiorale:

X, K (4), [C (2+3), A 2+2], G (2), (supero), capsula
- Calice: il calice, gamosepalo, ha quattro denti (tetramero); la forma è tubuloso-cilindrica. I denti in genere sono lunghi meno del tubo; mentre alla fruttificazione il calice è lungo quanto (o di più) della capsula.
- Corolla: la corolla, pentamera (a cinque lobi) e simpetala, è bilabiata e priva di sperone; il labbro inferiore ha tre lobi più o meno interi; il colore è purpureo o giallo.
- Androceo: gli stami dell'androceo sono quattro didinami; sono inseriti nel tubo corollino. Le antere sono glabre e sporgono dalle fauci corolline. Le antere sono conniventi ed hanno una loggia portante un cornetto allungato (i cornetti sono uguali fra di loro). Le sacche polliniche hanno l'estremità inferiore a forma di freccia[7]
- Gineceo: i carpelli del gineceo sono due e formano un ovario unico supero biloculare (derivato dai due carpelli iniziali). Lo stilo è unico lievemente più lungo degli stami ed è inserito all'apice dell'ovario; lo stimma è capitato.

### Frutti
Il frutto è del tipo a capsula deiscente; la forma è obovata con superficie densamente pubescente. I semi sono numerosi e reticolati. Lunghezza della capsula: 6 – 9 mm. Dimensione dei semi: minore di 1 mm.

## Riproduzione
- Impollinazione: l'impollinazione avviene tramite insetti (impollinazione entomogama).
- Riproduzione: la fecondazione avviene fondamentalmente tramite l'impollinazione dei fiori (vedi sopra).
- Dispersione: i semi cadendo a terra (dopo essere stati trasportati per alcuni metri dal vento per merito del pappo – disseminazione anemocora) sono successivamente dispersi soprattutto da insetti tipo formiche (disseminazione mirmecoria).

In queste piante il semiparassitismo è tale per cui anche i semi per germogliare hanno bisogno della presenza delle radici della pianta ospite; altrimenti le giovani piantine sono destinate ad una precoce degenerazione.

## Distribuzione e habitat
Il genere Parentucellia è distribuito soprattutto nell'areale del Mediterraneo compresa l'Anatolia, l'Asia mediterranea e il Magreb africano; le sue specie preferiscono climi per lo più temperati (o aridi) delle regioni extratropicali. Alcune specie sono presenti (naturalizzate) anche nell'America del Nord.

### Distribuzione e habitat alpino
Entrambe le due specie spontanee della flora italiana vivono sull'arco alpino. La tabella seguente mette in evidenza alcuni dati relativi all'habitat, al substrato e alla distribuzione delle specie alpine.
| Specie | Comunità vegetali | Piani vegetazionali | Substrato | pH     | Livello trofico | H2O   | Ambiente    | Zona alpina |
| --- | ----------------- | ------------------- | --------- | ------ | --------------- | ----- | ----------- | ----------- |
| Parentucellia latifolia | 9                 | collinare           | Ca        | basico | medio           | arido | C1 F2       | CN          |
| Parentucellia viscosa | 2                 | collinare           | Ca - Si   | neutro | medio           | umido | A4 B1 B2 B5 | IM SA       |
| Legenda e note alla tabella. Substrato con “Ca/Si” si intendono rocce di carattere intermedio (calcari silicei e simili); vengono prese in considerazione solo le zone alpine del territorio italiano (sono indicate le sigle delle province). Comunità vegetali: 2 = comunità terofitiche pioniere nitrofile; 9 = comunità a emicriptofite e camefite delle praterie rase magre secche. Ambienti: A4 = ambienti umidi, temporaneamente inondati o a umidità variabile; B1 = campi, colture e incolti; B2 = ambienti ruderali, scarpate; B5 = rive, vicinanze corsi d'acqua; C1 = ambienti sabbiosi, affioramenti rocciosi; F2 = praterie rase, prati e pascoli dal piano collinare al subalpino. |                   |                     |           |        |                 |       |             |             |

## Tassonomia
La famiglia di appartenenza del genere (Orobanchaceae) comprende soprattutto piante erbacee perenni e annuali semiparassite (ossia contengono ancora clorofilla a parte qualche genere completamente parassita) con uno o più austori connessi alle radici ospiti. È una famiglia abbastanza numerosa con circa 60 - 90 generi e oltre 1700 - 2000 specie (il numero dei generi e delle specie dipende dai vari metodi di classificazione) distribuiti in tutti i continenti. Il genere Parentucellia comprende una mezza dozzina di specie di cui 2 sono presenti nella flora spontanea italiana.

### Filogenesi

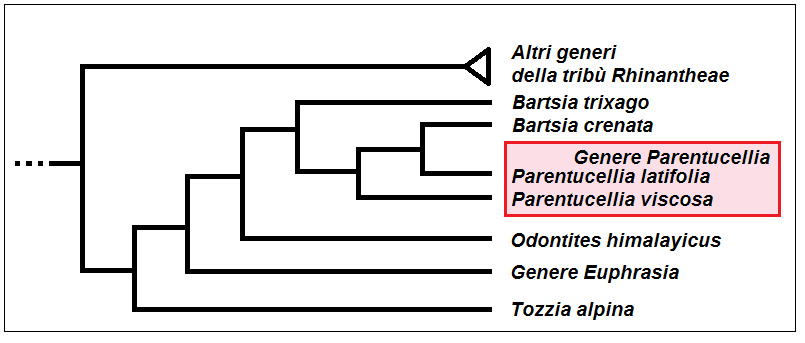
Cladogramma del genere

La classificazione tassonomica del genere è in via di definizione in quanto fino a poco tempo fa apparteneva alla famiglia delle Scrophulariaceae (secondo la classificazione ormai classica di Cronquist), mentre ora con i nuovi sistemi di classificazione filogenetica (classificazione APG) è stata assegnata alla famiglia delle Orobanchaceae e tribù Rhinantheae..
Secondo una recente ricerca di tipo filogenetico la famiglia Orobanchaceae è composta da 6 cladi principali nidificati uno all'interno dell'altro. Il genere Parentucellia si trova nel penultimo clade più interno (relativo alla tribù Rhinantheae) insieme ai generi Bartsia, Lathraea, Rhinanthus, Rhynchocorys, Odontites, Euphrasia, Tozzia e Melampyrum. In particolare nella ricerca citata la specie Parentucellia viscosa risulta “gruppo fratello” della coppia di specie Bartsia crenata e Parentucellia latifolia indicando quindi una probabile non monofilia per questo genere.
Il cladogramma a lato, tratto dallo studio citato e semplificato, mostra l'attuale conoscenza filogenetica del genere.

### Specie spontanee italiane
Per meglio comprendere ed individuare le varie specie del genere (solamente per le specie spontanee della flora italiana) l'elenco che segue utilizza in parte il sistema delle chiavi analitiche (vengono cioè indicate solamente quelle caratteristiche utili a distingue una specie dall'altra).
- La corolla è gialla ed è lunga 16 - 24 mm; i denti del calice sono lunghi 2/3 del tubo calicino e alla fruttificazione il calice supera la capsula:

- Parentucellia viscosa (L.) Caruel - Perlina maggiore:  l'altezza varia da 3 a 9 dm; il ciclo biologico è annuo; la forma biologica è terofita scaposa (T scap);  il tipo corologico è Mediterraneo - Atlantico; l'habitat tipico sono i pascoli e gli incolti su terreni umidi; sul territorio italiano si trova al Centro e al Sud fino ad una altitudine di 700 m s.l.m..

- La corolla è purpurea ed è lunga 8 - 10 mm; i denti del calice sono lunghi 1/8 - 1/4 del tubo calicino e alla fruttificazione il calice è lungo quanto la capsula:

- Parentucellia latifolia (L.) Caruel - Perlina rossiccia:  l'altezza varia da 3 a 25 cm; il ciclo biologico è annuo; la forma biologica è terofita scaposa (T scap);  il tipo corologico è Euri-Mediterraneo; l'habitat tipico sono i pascoli aridi e gli incolti; sul territorio italiano è presente ovunque fino ad una altitudine di 1200 m s.l.m..

### Specie europee
Oltre alle specie presenti nella flora spontanee italiana, nel resto dell'Europa e dell'areale Mediterraneo sono presenti le seguenti altre specie:
- Parentucellia flaviflora (Boiss.) Nevski, 1937 - Distribuzione: Israele e Giordania
- Parentucellia floribunda Viv., 1824 - Distribuzione: Libano
- Parentucellia orthantha Griseb., 1844 - Distribuzione: Grecia

### Sinonimi
L'entità di questa voce ha avuto nel tempo diverse nomenclature. L'elenco seguente indica alcuni tra i sinonimi più frequenti:
- Eufragia Griseb.
- Euphragia Griseb.
- Lasiopera Hoffmanns. & Link